# Arroyomolinos de León
Arroyomolinos de León és un poble de la província de Huelva (Andalusia), que pertany a la comarca de Sierra de Huelva.

## Demografia
| 1996  | 1998  | 1999  | 2000  | 2001  | 2002  | 2003  | 2004  | 2005  |
| ----- | ----- | ----- | ----- | ----- | ----- | ----- | ----- | ----- |
| 1.168 | 1.163 | 1.174 | 1.157 | 1.135 | 1.127 | 1.117 | 1.105 | 1.078 |